# Nätglim
Nätglim (Silene fabaria) är en nejlikväxtart som först beskrevs av Carl von Linné, och fick sitt nu gällande namn av John Sibthorp och James Edward Smith. Nätglim ingår i släktet glimmar, och familjen nejlikväxter. Arten förekommer tillfälligt i Sverige, men reproducerar sig inte.